# Salomée Halpir
Regina Salomée Halpir (Navahrudak, 1718-después de 1763) fue una oculista lituana del siglo XVIII. Se ganó el título de la primera doctora del Gran Ducado de Lituania. Lo que se sabe sobre su vida es gracias a sus memorias, escritas en 1760, que es un ejemplo único de memorias de viaje y de literatura de femenina. Halpir expresó características y ambiciones decididamente no femeninas para su época. En lugar de dedicar su vida a criar hijos y ser una buena esposa, según lo dictado por las normas sociales del siglo XVIII, Halpir se esforzó por convertirse en una médica exitosa y expresó su deseo de viajar y aventurarse.

## Nombres
Es conocida bajo una gran variedad de nombres. Su nombre algunas veces se conoce como Salomea, Salomé, o Salomėja. En sus memorias, se refirió a sí misma como Salomea, pero firmó la dedicación como Regina. Su apellido de soltera se traduce como Rusiecki, Rusiecka, Ruseckaitė, Rusieckich. Halpir o Halpirowa es su apellido de casada del primer matrimonio. El apellido del segundo matrimonio se traduce como Pilstein, Pilsztyn, Pilsztynowa, Pilštyniova, o Pichelstein. Incluso después del amargo divorcio de su segundo marido, ella continuó usando su apellido, tal vez porque sonaba más noble. En la dedicatoria de sus memorias utilizó el cuarto apellido, Makowska. Se ha sugerido que es el apellido de su tercer marido, pero el origen de ese apellido sigue siendo desconocido.

## Vida y carrera médica
Halpir nació cerca de Navahrudak, Gran Ducado de Lituania, en la familia de Joachim Rusiecki, que era de la pequeña nobleza. A la edad de 14 años se casó con un oculista luterano alemán, el Dr. Jacob Halpir. La pareja se trasladó a Constantinopla, Imperio Otomano, donde el Dr. Halpir practicó la medicina y tuvo muchos clientes mientras se enfrentaba a la feroz competencia de los médicos judíos y musulmanes. A pesar de, o quizás debido a, ser una mujer cristiana pobremente educada en un país islámico, Halpir fue entrenada por su marido y lo ayudó en sus operaciones. Después de algún tiempo, se ganó tanto el conocimiento y la experiencia, y recibió autorización oficial a la práctica médica, con especialidad en cirugía de cataratas. Su condición de mujer la ayudó a encontrar un nicho en la atención de pacientes femeninas porque según la costumbre musulmana un hombre, incluso un médico, no tenía derecho a visitar el harén, y las mujeres musulmanes devotas no tenía derecho a tratar a los hombres. Un cristiano podía practicar entre los hombres y las mujeres y su condición de extranjera le ayudó a faltar a las tradiciones islámicas que limitaban gravemente la libertad de las mujeres. Pronto, ella y su marido se fueron a Bosnia. En el camino, se detuvieron en diferentes ciudades, y trataron a los niños. Su esposo le enseñó los fundamentos del latín, y ella era capaz de escribir las recetas. Libros comprados de medicina y farmacia la ayudaron a mejorar constantemente sus conocimientos.
Halpir nunca recibió ningún entrenamiento formal en medicina.
Más tarde su marido enfermó y murió dejando Halpir con su hija de 2 años, Constance. Después de esto, Halpir emprendió un extenso viaje por toda Europa. Durante la Guerra ruso-turca, pagó por la liberación de cuatro prisioneros de guerra austriacos. Tres de ellos fueron rescatados por parientes mientras que el cuarto, el alférez Pilstein, se convirtió en su segundo marido. Viajó a Polonia donde Michał Kazimierz "Rybeńko" Radziwiłł ascendió a su marido al rango de oficial y a ella le ofreció la posición de doctor residente en Nesvizh. Viajó a San Petersburgo para liberar a algunos prisioneros de guerra turcos. Allí accedió a la corte imperial y conoció a la emperatriz Ana de Rusia y futura emperatriz Isabel de Rusia. Después de varios meses regresó a Polonia. Se divorció de su segundo marido, con el que tuvo dos hijos, después de haberle acusado de adulterio, de envenenarla y de extorsionarla.
Se trasladó a Viena, donde el príncipe József Rákóczi se enamoró de ella, pero rechazó su propuesta de matrimonio. Se involucró románticamente con un noble polaco, siete años más joven, que se aprovechó de su riqueza. También lo acusó de matar de hambre a uno de sus hijos. Regresó a Constantinopla y se convirtió en la médica de las mujeres en el harén del sultán Mustafa III. Hasta hace poco tiempo, su destino después de 1760, cuando terminó sus memorias, era desconocido. Dariusz Kołodziejczyk descubrió que en 1763 fue empleada como médica en el harén del Khan en Bakhchysarai y, como tal, sirvió como informante del cónsul ruso Aleksandr Nikiforov.

## Autobiografía
La autobiografía de 388 páginas fue descubierta por el historiador polaco Glatman en la biblioteca del príncipe Czartoryski. Fue publicada en Polonia en 1957 como Proceder podrozy i zycia mego awantur (Viajes y aventuras de mi vida). Parte de los acontecimientos en las memorias parecen inverosímiles e improbables. Por ejemplo, describió cómo su pierna se volvió floja y visiblemente más corta debido a un presagio mágico. Por lo tanto, la exactitud biográfica de sus memorias es disputada y algunos investigadores prefieren tratarla más como una obra de ficción que como una autobiografía verdadera.